# Alberto Nosè
Alberto Nosè (Villafranca di Verona, 18 novembre 1979) è un pianista italiano.

## Biografia
Nato a Villafranca di Verona, in Italia, Alberto Nosè ha studiato al Conservatorio di Verona F.E. Dell'Abaco. Ha continuato i suoi studi con Franco Scala, Boris Petrušanskij e Leonid Margarius presso l'Accademia Internazionale di Pianoforte Incontri col Maestro ad Imola.
Nel 1989 ha vinto il 1º premio al concorso internazionale Jügend für Mozart a Salisburgo. Nel 1992 ha partecipato alla trasmissione per giovani talenti Bravo Bravissimo, condotta da Mike Bongiorno su Canale 5, raggiungendo la fase finale. Negli anni a venire ha vinto:
1. il 2º premio del Concorso Ferruccio Busoni 1999 a Bolzano;
2. il 5º premio del XIV Concorso pianistico internazionale Fryderyk Chopin;
3. nel 2000, il 1º premio del Paris Vendôme e, 2 anni dopo, quello del Concorso Internazionale Maj Lind a Helsinki;
4. nel 2005, il Gran Premio e il Premio del Pubblico del Concorso Pianistico Internazionale di Paloma O'Shea a Santander;
5. nel 2011, il 1º premio del concorso Top of the World Competition a Tromsø.

Nosè ha girato tutta Eurasia e Stati Uniti, esibendosi ad importanti festival e sale da concerto, tra cui: la Wigmore Hall (Londra), la Carnegie Hall (New York), la Queen Elizabeth Hall (Londra), la Royal Festival Hall (Londra), il Théâtre du Châtelet (Parigi), la Salle Pleyel (Parigi), la Mozarteum (Salisburgo), la Suntory Hall (Tokyo) e il Gran Teatro La Fenice (Venezia). Ha collaborato nella musica da camera con il Quartetto Ysaÿe ed è apparso come solista con orchestre, tra cui: la London Philharmonic, la English Chamber Orchestra, la Chamber Orchestra of Europe, l'Orchestre Philharmonique de Radio France, l'Orkiestra Filharmonii Narodowej w Warszawie, l'Orchestra Sinfonica della RTVE, la Finnish Radio Symphony, l'Orquestra Sinfónica de Galicia, la New Japan Philharmonic e via dicendo. Ha, inoltre, inciso per la Naxos Records.